# Wilhelm Kauffmann
Wilhelm Frederik Ludvig Kauffmann (født 25. marts 1821 i Rendsborg, død 7. januar 1892 i Nordsjælland) var en dansk officer og krigsminister, bror til H.A.T. Kauffmann.
Kauffmann blev premierløjtnant i artilleriet 1842 og skoleofficer ved Landkadetakademiet 1844. 1848 var han adjutant hos den kommanderende artilleriofficer på Fyn og blev derefter kaptajn ved 2. Batteri, hvormed han deltog i kampen ved Kolding, Ryes tilbagetog og slaget ved Fredericia; 1850 var han med ved Isted.
Efter krigen ansattes han som lærer i teknisk mekanik og teknologi ved Højskolen, blev 1854 chef for 4. Batteri og var medlem af forskellige kommissioner samt redigerede Tidsskrift for Krigsvæsen 1865-73; desuden foretog han 1856 en længere udenlandsrejse, overværede 1858 en troppesamling i Skåne og fik 1860 majors karakter.
Under krigen 1864 kommanderede Kauffmann 4. Batteri, hvis 12-pundige riffelkanoner gjorde god tjeneste som positionsskyts under Dybbøls forsvar; i marts blev han tillige kommandør for batterierne langs Als Sund og senere næstkommanderende artilleriofficer i Dybbøl-stillingen. Da det danske skyts i skanserne for største delen var bragt til tavshed, forulempede han preussernes natlige arbejder med sine kanoner ved bueskud ud over Dybbøl Banke.
Efter Dybbøls fald blev Kauffmann højest-kommanderende artilleriofficer på Als, indtil han i slutningen af maj sendtes til konferencen i London. I september blev han formand for en kommission, der skulde tage spørgsmålet om det danske fodfolks fremtidige bevæbning under overvejelse, beordredes i den anledning 1865 til udlandet og ansattes derefter, forfremmet til major, som stabschef hos artillerigeneralen.
Hærloven af 1867 gjorde ham til oberst; men da han var en modstander af denne, fjernedes han fra stabschefposten og ansattes som fungerende tøjmester og 1868 som chef for Københavns Søbefæstning. Denne stilling beklædte han i 11 år, idet han samtidig virkede i mange vigtige kommissioner, bl.a. i forsvarskommissionen af 1872. 1879 overtog han
krigsministerporteføljen, idet han udnævntes til general uden for nummer, og hans bestræbelser gik da straks ud på at ordne det forsømte forsvarsvæsen (allerede efter krigen havde han deltaget i den offentlige drøftelse om ordningen af landets forsvar og udgivet: Om det danske Monarkis Forsvar i Almindelighed og Armeens Organisation i Særdeleshed).
Det lykkedes ham i rigsdagssamlingen 1878-79 at bevæge en del af Venstre til at slutte sig til forslaget om en bevilling af 6 14-tommers Kruppske kanoner til Københavns Søbefæstning, hvorefter han nedsatte 2 kommissioner, begge under kronprinsens forsæde, hvis betænkninger benyttedes til udarbejdelsen af et lovforslag om hærens ordning, ledsaget af en forsvarsplan. Desuden støttede han den begyndte forsvarsbevægelse ved at stille sig velvillig til tanken om at lade officerer holde offentlige foredrag.
Det i samlingen 1879-80 indbragte hærlovforslag kunde han dog ikke gennemføre, nærmest fordi han havde søgt støtte hos den Bergske gruppe, hvorimod Folketingets Højre i forbindelse med de moderate af Venstre vedtog et nyt udkast, som 25. juli 1880 ophøjedes til lov. Hans stilling var derved undergravet, og skønt det endnu lykkedes ham at gennemføre en ny straffelov for krigsmagten (1881), trådte han 4. april samme år tilbage som krigsminister.
Kauffmann blev derefter generalløjtnant og kommanderende general i 1. Generalkommandodistrikt. Som sådan var han 1883 og 1887 chef for Øvelsesdivisionen på Sjælland og udnævntes 1888 til Storkors af Dannebrog. 1891 afgik han på grund af alder fra hæren.